# Vacation (álbum de The Go-Go's)
Vacation fue el segundo álbum de The Go-Go's lanzado en agosto de 1982. Ambas canciones "Vacation" y "Cool Jerk" figuraron en las listas pop, y con un futuro brillante para el grupo. 
Sin embargo, algunas señales de problemas futuros se comenzaron a ver, las peleas y el uso de drogas por las integrantes del grupo empezaron a incrementarse. También hubo una creciente discordia entre la compositora y guitarrista principal Charlotte Caffey, la cantante principal Belinda Carlisle y la guitarrista Jane Wiedlin, quienes habían comenzado a interesarse más por escribir canciones. Estos problemas nunca se resolvieron y resultarían en la disolución de la banda tras las decepcionantes ventas de su tercer álbum, Talk Show.

## Lista de canciones
1. Vacation (Caffey, Valentine, Wiedlin) – 2:59
2. He's So Strange (Caffey, Curtis, Phillips, Wiedlin) – 2:58
3. Girl Of 100 Lists (Wiedlin) – 2:20
4. We Don't Get Along (Valentine) - 2:46
5. I Think It's Me (Caffey, Carlisle) - 2:42
6. It's Everything But Partytime (Schock, Wiedlin) - 3:21
7. Get Up And Go (Caffey, Wiedlin) - 3:18
8. This Old Feeling (Caffey, Wiedlin) - 3:06
9. Cool Jerk (Storball) - 2:53
10. The Way You (Caffey, Valentine, Wiedlin) - 2:56
11. Beatnik Beach (Caffey, Carlisle) - 2:53
12. Worlds Away (Valentine, Wiedlin) - 4:00